# Бетнал-Грін (станція метро)
51°31′38″ пн. ш. 0°03′20″ зх. д. / 51.527222° пн. ш. 0.055556° зх. д.
Бетнал-Грін (англ. Bethnal Green) — станція Центральної лінії Лондонського метрополітену. Станція знаходиться у Бетнал-Грін, Тауер-Гемлетс, Лондон, у 2-й тарифній зоні, між метростанціями — Майл-Енд та Ліверпуль-стріт. В 2018 році пасажирообіг станції — 14.39 млн пасажирів

## Історія
- 4. грудня 1946: відкриття станції

## Пересадки
На автобуси London Buses маршрутів: 8, 106, 254, 309, 388, D3, D6 та нічний маршрут N8, N253

## Послуги
| Попередня станція | Лінія | Лінія                             | Лінія | Наступна станція |
| ----------------- | ----- | --------------------------------- | ----- | ---------------- |
| Майл-Енд          |       | Лондонське метро Центральна лінія |       | Ліверпуль-стріт  |